# Hieronymus Cock

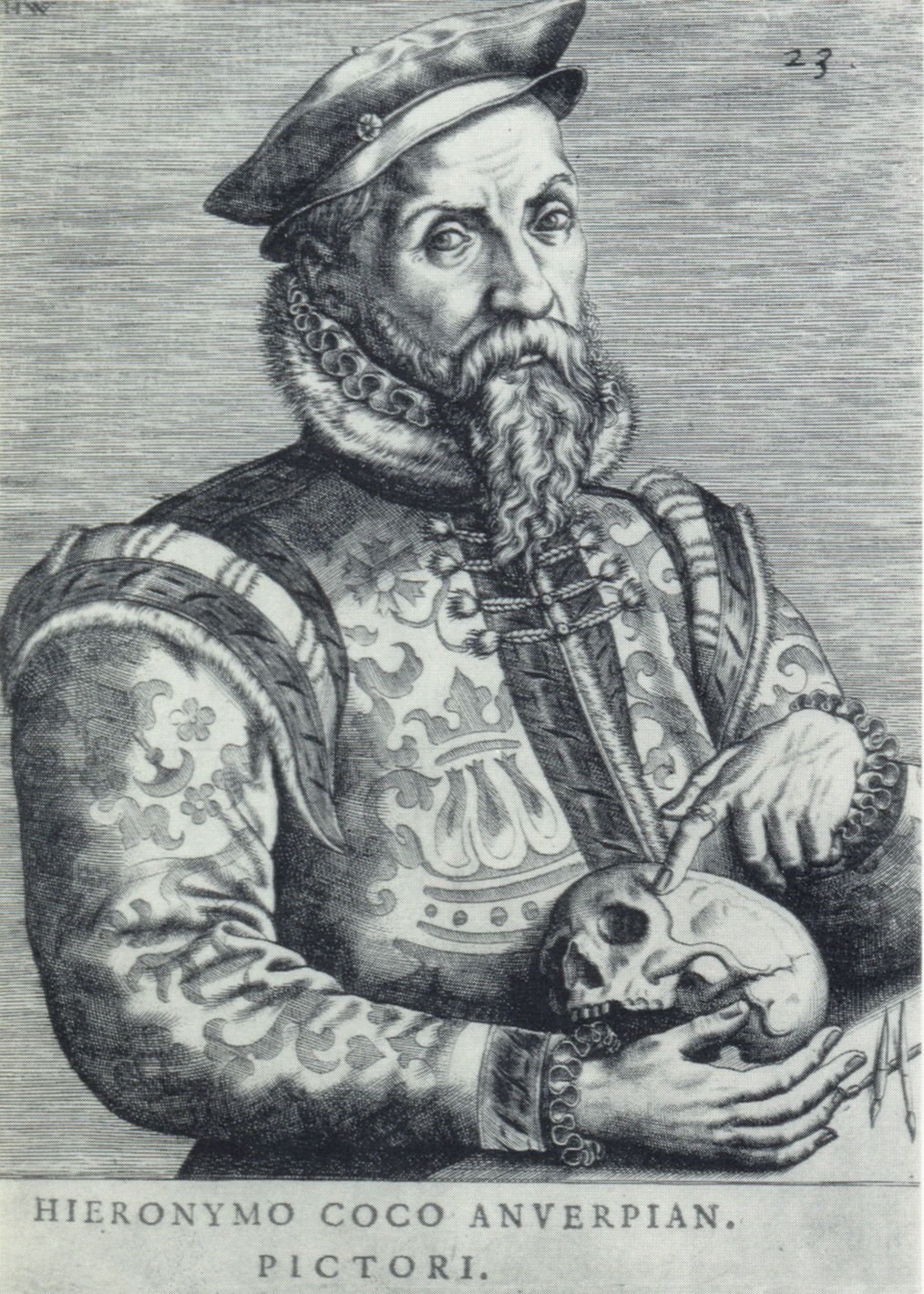
Hieronymus Cock

Hieronymus Cock, född omkring 1510 i Antwerpen, död 3 oktober 1570 i Antwerpen, var en flamländsk kopparstickare, förläggare och konsthandlarhandlare.
Cock utförde ett antal kopparstick över romerska ruiner och dylikt, men har främst gjort sig känd genom sitt omkring 1550 i Antwerpen upprättade grafiska förlag som i hög grad bidragit till konstintressets växande och särskilt till kännedomen om antikens minnesmärken.
Bland hans verk märks en serie groteskvaser, utgivna 1548 samt 1554, 1556 och 1557 utgivna kartuschgrottesker samt stickböcker med grotesker och utkast till gravmonument.